# Centre de données astronomiques de Strasbourg
Centro de Dados Astronómicos de Estrasburgo (em francês  Centre de Données astronomiques de Strasbourg), acrónimo CDS ;  é um centro de dados que recolhe e distribui informações astronómicas . Foi fundado em 1972 com o nome de Centre de Données Stellaires . Os serviços on-line atualmente fornecidos pelo CDS incluem:
- SIMBAD, um banco de dados de objetos astronómicos.
- VizieR, um serviço para catálogos astronómicos e dados associados a publicações.
- Aladin, um atlas celeste interativo e banco de dados de imagens.
- X-Match, um serviço de correspondência cruzada de catálogo.